# Maagd der Armenkerk (Paradijs)

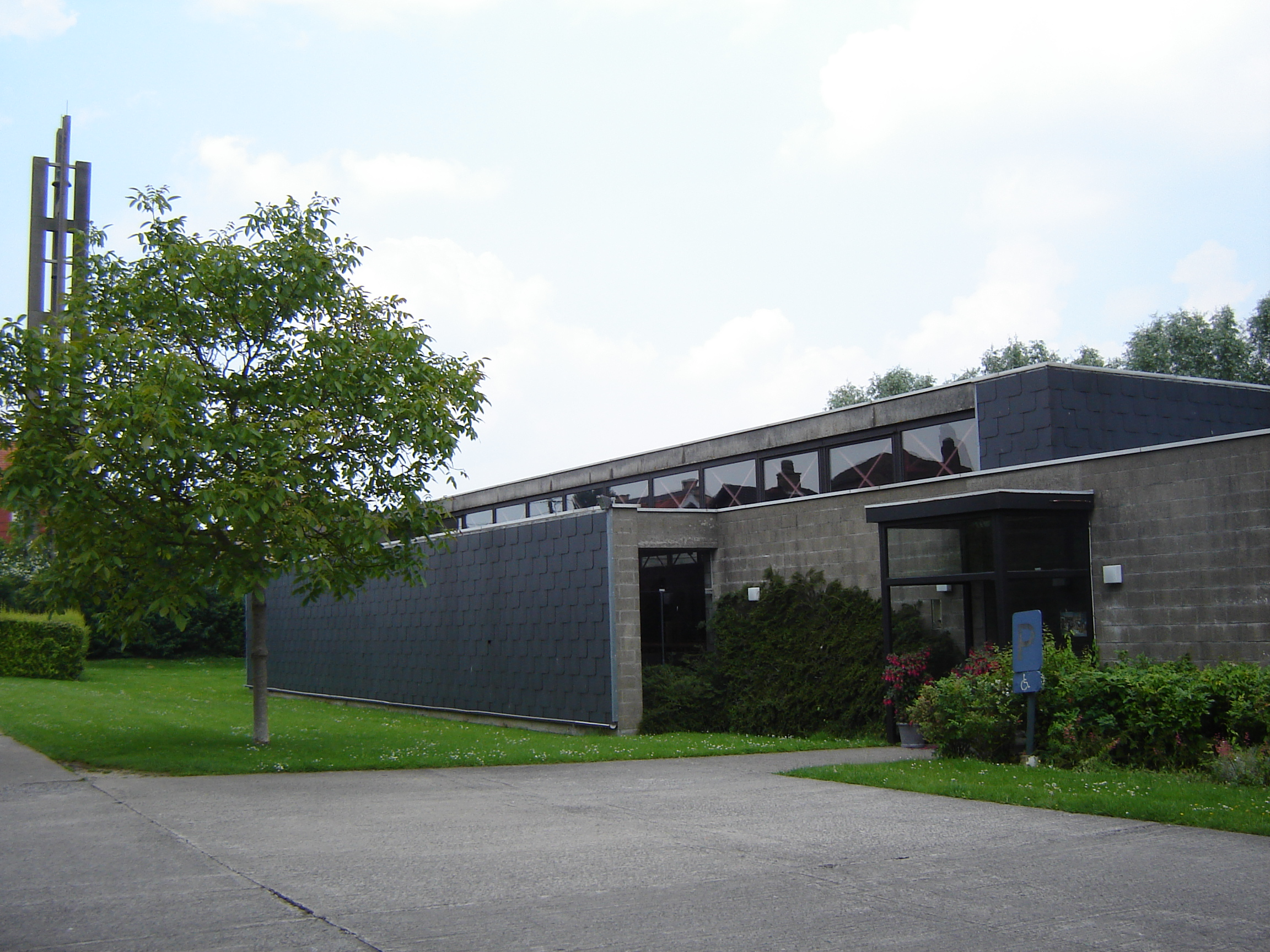
Maagd der Armenkerk

De Maagd der Armenkerk is de parochiekerk van het tot de plaats Rekkem behorende gehucht Paradijs, gelegen aan de Schelpenstraat 89.
Deze kerk werd gebouwd in 1979 in de stijl van het naoorlogs modernisme. Hij is opgetrokken in grijze betonsteen en heeft een plat dak met vensters aan de zijkanten. De hoge losstaande klokkentoren is gebouwd uit vier kruiselings geplaatste betonnen kolommen.